# 周参見
周参見（すさみ）は、和歌山県西牟婁郡すさみ町にある大字の１つで、旧周参見町地区に属していた地区である。

## 歴史
周参見湾の沿岸部にあり、沖合に小島があることから、湾内にある周参見港は枯木灘で唯一の避難港として栄えた。枯木灘について『周参見村郷土誌』（1910年）は「周参見港より以南二色の袋港に至る海上10里一帯を枯木灘と称し」としている。
中世には豪族の周参見氏が支配していた。近世に江戸浪速間の千石船による海運が盛んになると、周参見港の避難港としての利用の度合いも高まった。周参見には口熊野代官所が置かれており年貢米が船便で納入されていたほか、幕府の御城米役所もあり非常時用の米が備蓄された。

## 字
すさみ町周参見には、山崎・堀切・平松・入松・小泊・太間地・下地・石橋・田中・堀地・原・本城・上戸川・沼田谷・神田・防地・大関地・立野の18の字が存在する。

### 字名の由来
それぞれの字の名前は、自然環境や歴史に由来して名付けられている。
- 山崎（やまさき） - 大日山の先（崎）に位置していたことより。
- 堀切（ほりきり） - 山の裾を堀割って堀切まで道を通したことより。
- 平松（ひらまつ） - 平松山仏願寺というお寺があり、その山号を取って「平松」となった。現在、仏願寺は下地に移転している。
- 入松（いりまつ） - 「入谷」と「松の本」を合わせて「入松」。「入谷」は、いくつもの谷が入り組んでいることより。「松の本」は、以前大きな松があったから、と言われている[誰によって?]。
- 小泊（おどまり） - 神武天皇東征の際、周参見沖で台風に遭い小泊浦に避難したことより。本来は「王泊」だが、小休止したことより「小泊」になったと言われている[誰によって?]。
- 太間地（たいまじ） - 『紀伊続風土記』によると、流路に絶え間があることから「絶え間川」、そこから「太間川」と呼ばれている川があり、その流域にある地であることから由来していると言われている。
- 下地（しもじ） - 　周参見川の下流の土地であったことより。
- 石橋（いしばし） - 　昔、本城と田中の交差点に石の橋があったことより。
- 田中（たなか） - 　昔、田圃の中に家が建ち並んでいたことより。
- 堀地（ほりじ） - 　年貢の米や物資を運ぶ為に、小舟が行き来出来るように土地を掘って川を作ったことより。
- 原（はら） - 立野城の城主であった原嘉兵衛藤原重原の領地であったことより。
- 本城（ほんじょう） - 藩政時代の代官所を、地域の住民が本当の城のようであると言ったことより。
- 上戸川（こどがわ） - 洞川（ドウガワ）の上下が区別されて呼ばれるようになったことより。カミドウガワ、カミトガワ、コドガワとなったと言われている[誰によって?]。
- 沼田谷（ぬただに） - 洞谷から流れる水で沼地ができたことより。
- 神田（かんだ） - 複数の説があるが、すさみ町の防地地区にある神社に田んぼが寄進されたことから、「神の田んぼ」、「神田」となった説が有力である[要出典]。
- 防地（ぼうじ） -  昔、川の氾濫が相次いで起こっていた際、堤防を作って地域を守ったことより。
- 大関地（おおせきじ） -  昔、川の氾濫が相次いで起こっていた際にできた堤防の中で、最も大きな堤防（関）があったことより。
- 立野（たちの） - 1949年（昭和24年）に水害があった際、町の人々はその広大な土地に水を引くことができる田んぼを作った。その結果、水が溢れて水害が起こるようなことは無くなった。以上のことから、人工的に「野が立てられた」ということが由来とされている。